# Rigor Sardonicous
Rigor Sardonicous es una banda estadounidense de doom metal proveniente de Long Island, Nueva York. Rigor Sardonicous es una de las primeras bandas de doom metal estadounidenses que todavía continúan activas, junto a Novembers Doom y Evoken.
De acuerdo a una entrevista, la banda tomó ciertas influencias de agrupaciones de death metal como Obituary, Winter y Autopsy.

## Discografìa
- Risus Ex Mortuus (1994)
- Apocalypsis Damnare (1999)
- Principia Sardonica (2004)
- Amores Defunctus Tuus Mater (2007)
- Vallis Ex Umbra De Mortuus (2008)
- Vivescere Exitium (2009)
- Ego Diligio Vos (2012)[3]